# Nemzeti bajnokság I 1912/1913
Dvanáctý ročník Nemzeti bajnokság I (1. maďarské fotbalové ligy) se konal opět za účasti deseti klubů, které byli v jedné skupině a hrály dvakrát každý s každým. 
Soutěž ovládl poosmé ve své klubové historii a obhájce minulých čtyř ročníků Ferencvárosi. Nejlepším střelcem se stal opět Imre Schlosser (33 branek), který hrál za Ferencvárosi.